# Biłousiwka (obwód winnicki)
Biłousiwka (ukr. Білоусівка) – wieś na Ukrainie, w obwodzie winnickim, w rejonie tulczyńskim, w hromadzie Tulczyn. W 2023 liczyła 545 mieszkańców.